# Matteo Berbenni
Matteo Berbenni (ur. 15 stycznia 1979 w Valdidentro) – włoski narciarz alpejski, trzykrotny medalista mistrzostw świata juniorów.

## Kariera
Po raz pierwszy na arenie międzynarodowej Matteo Berbenni pojawił się 21 grudnia 1994 roku w Bormio, gdzie w zawodach FIS Race nie ukończył drugiego przejazdu w slalomie. W 1997 roku wystartował na mistrzostwach świata juniorów w Schladming, zdobywając złoty medal w zjeździe. W tej samej konkurencji zajął drugie miejsce podczas mistrzostw świata juniorów w Megève w 1998 roku, przegrywając tylko z Austriakiem Andreasem Buderem. Na rozgrywanych rok później mistrzostwach świata juniorów w Pra Loup wywalczył brązowy medal w supergigancie. W zawodach tych wyprzedzili go jedynie Austriak Manfred Gstatter i Francuz Freddy Rech.
W zawodach Pucharu Świata zadebiutował 12 marca 1997 roku w Vail, zajmując 24. miejsce w zjeździe. Tym samym już w swoim debiucie wywalczył pierwsze pucharowe punkty. Najlepsze wyniki osiągnął w sezonie 2000/2001, który ukończył na 122. miejscu w klasyfikacji generalnej. Nie startował na mistrzostwach świata ani igrzyskach olimpijskich. Kilkukrotnie zdobywał medale mistrzostw Włoch, w tym złote w zjeździe w latach 1999 i 2001.

## Osiągnięcia

### Mistrzostwa świata juniorów
| Miejsce | Dzień     | Rok  | Miejscowość | Konkurencja | Czas biegu  | Strata  | Zwycięzca        |
| ------- | --------- | ---- | ----------- | ----------- | ----------- | ------- | ---------------- |
| 1.      | 26 lutego | 1997 | Schladming  | Zjazd       | 1:32,21 min | -       | -                |
| 10.     | 27 lutego | 1997 | Schladming  | Supergigant | 1:14,96 min | +0,56 s | Martin Stocker   |
| 2.      | 26 lutego | 1998 | Megève      | Zjazd       | 1:20,39 min | +0,17 s | Andreas Buder    |
| 5.      | 27 lutego | 1998 | Megève      | Supergigant | 1:27,52 min | +1,08 s | Freddy Rech      |
| 13.     | 10 marca  | 1999 | Pra Loup    | Zjazd       | 1:08,50 min | +0,86 s | Klaus Kröll      |
| 3.      | 11 marca  | 1999 | Pra Loup    | Supergigant | 1:11,87 min | +0,52 s | Manfred Gstatter |
| DNF2    | 13 marca  | 1999 | Pra Loup    | Gigant      | 1:48,10 min | -       | Christoph Alster |

### Puchar Świata

#### Miejsca w klasyfikacji generalnej
- sezon 2000/2001: 122.
- sezon 2001/2002: 126.
- sezon 2002/2003: 128.

#### Miejsca na podium
Berbenni nie stawał na podium zawodów PŚ.